# Anna van Praag
Anna van Praag (Amsterdam, 21 februari 1967) is een Nederlandse kinder- en jeugdboekenschrijfster.
Anna van Praag studeerde Spaans in Amsterdam en werkte bij diverse theatergezelschappen en filmfestivals. Voor "Het verhalenkasteel" gaf ze jarenlang trainingen aan leerkrachten over voorlezen en verbeeldingskracht. In 2003 debuteerde ze als kinderboekenschrijver.
De laatste jaren schrijft ze vooral young adult-literatuur, zoals Jona en Een heel bijzonder meisje. Jona werd in 2024 genomineerd voor Beste Boek voor Jongeren.
Van Praag schrijft ook artikelen voor kranten en tijdschriften en is bekend als blogger.

## Privéleven
Ze woonde twee jaar in een Landrover met haar man en drie dochters en zes jaar op een berg in Spanje. In 2015 kwam ze terug naar Amsterdam en was eerst anderhalf jaar herbergierster van het Mandelahuisje in Amsterdam Noord.